# Spit Out the Bone
«Spit Out the Bone» (с англ. — «Выплюнь кость») — песня американской метал-группы Metallica. Пятый сингл с десятого студийного альбома Hardwired… to Self-Destruct (2016), выпущенный 14 ноября 2017 года на лейбле Blackened Recordings. Впервые живьём песню исполнили на Арене O2 в Лондоне 24 октября 2017 года. Песня является фаворитом критиков и слушателей среди песен альбома. Также песня была включена в саундтрек к игре «WWE 2K19».

## Запись и композиция
Вокалист Джеймс Хетфилд рассказывал журналу Rolling Stone:

Мы могли бы быть намного более эффективными, если бы просто позволили компьютерам помогать нам. И да, они помогают нам, но как далеко это зайдет? Все это безумие. Таким образом, смысл фразы «выплюнуть кость» в том, что ваши кости не нужны. Они ломаются.
Оригинальный текст (англ.)We could be a much more efficient race if we just allow computers to help us. And yeah, they are helping us, but how far does that go? All of that craziness. So 'Spit Out the Bone' is that your bones aren't needed. They break.
— 
Хетфилд заявил, что фраза «Spit Out the Bone» взята из песни британской панк-рок группы Charged GBH «Passenger on the Menu» из их альбома 1982 года City Baby Attacked by Rats.
Про написание песни барабанщик Ларс Ульрих говорил:

«Spit Out the Bone» была настоящим приключением, чувак. У меня есть версии этой песни, которые на 2-3 минуты длиннее, чем окончательная версия! Мы просто продолжали, продолжали и продолжали. Также это первая песня, при работе над которой мы задумались: «Погодите-ка, здесь слишком много классных штук!», и затем начали сокращать песню. Она была одной из тех песен, когда мы просто продолжали придумывать много всего, потому что это было супер весело!
Оригинальный текст (англ.)"Spit Out the Bone" was just an adventure, man. I have versions of that song that are two to three minutes longer. We just kept going and going and going. That was also the first song where we went, 'Wait a minute, is there too much of a good thing here?' And then we started peeling it back. It was one of those where you just keep going to different universes and different modes and areas because it was super fun.
— 
Роберт Трухильо, басист группы, сказал, что это была одна из тех песен с Hardwired… to Self-Destruct, которую он с нетерпением хотел исполнить вживую. Соло-гитарист группы Кирк Хэмметт назвал «Spit Out the Bone» «Эверестом» нового альбома, подразумевая скорость и сложность исполнения песни.

## Музыкальный клип
Музыкальное видео на «Spit Out the Bone», срежиссированное Филом Макки, было выпущено 17 ноября 2016. В соответствии с трансгуманистическими темами песни видео показывает группу людей-отступников, восстающих против правил машин. Музыкальное видео было снято в итальянском городе Матера.

## Участники записи
- Джеймс Хетфилд — вокал, ритм-гитара
- Кирк Хэмметт — соло-гитара
- Роберт Трухильо — бас-гитара
- Ларс Ульрих — барабаны

## Чарты
| Чарты (2016-17)                              | Высшая позиция |
| -------------------------------------------- | -------------- |
| США (Billboard Hot Rock & Alternative Songs) | 32             |
| США (Billboard Mainstream Rock)              | 4              |